# 5762 Wänke
5762 Wänke è un asteroide della fascia principale. Scoperto nel 1981, presenta un'orbita caratterizzata da un semiasse maggiore pari a 2,3380712 au e da un'eccentricità di 0,1352843, inclinata di 4,83141° rispetto all'eclittica.
L'asteroide è dedicato al fisico austriaco Heinrich Wänke.